# Люблінський замок
Люблінський замок (пол. «Zamek Lubelski») — оборонний і палацовий архітектурний комплекс в польському місті Люблін, споруджений у ХІІ столітті. Упродовж 1831—1954 років замок використовувався як в'язниця, а вже від 1957 року став резиденцією музею історії Любліна.

## Історія

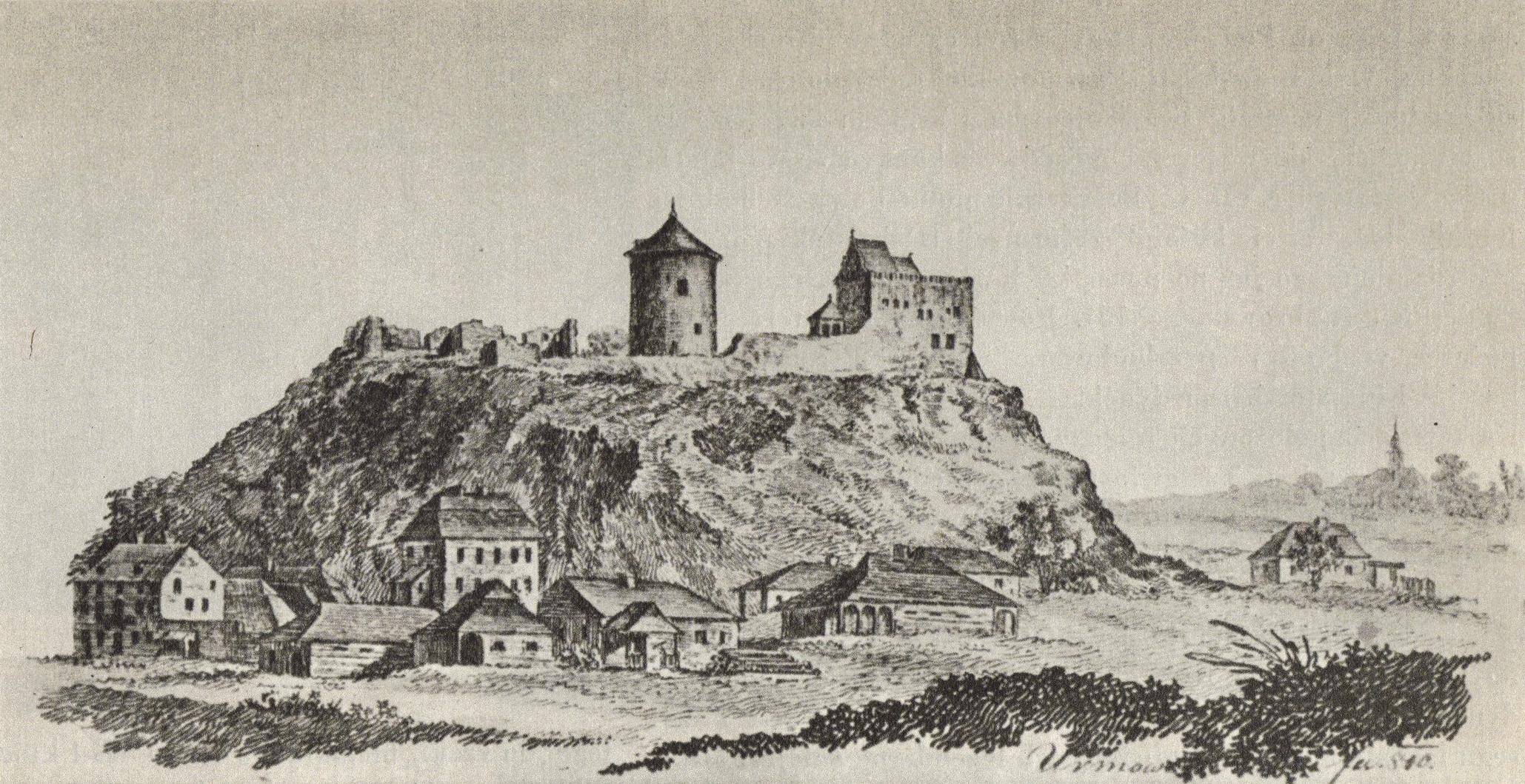
Замок на картині 1810 року

### Польща перед розділом

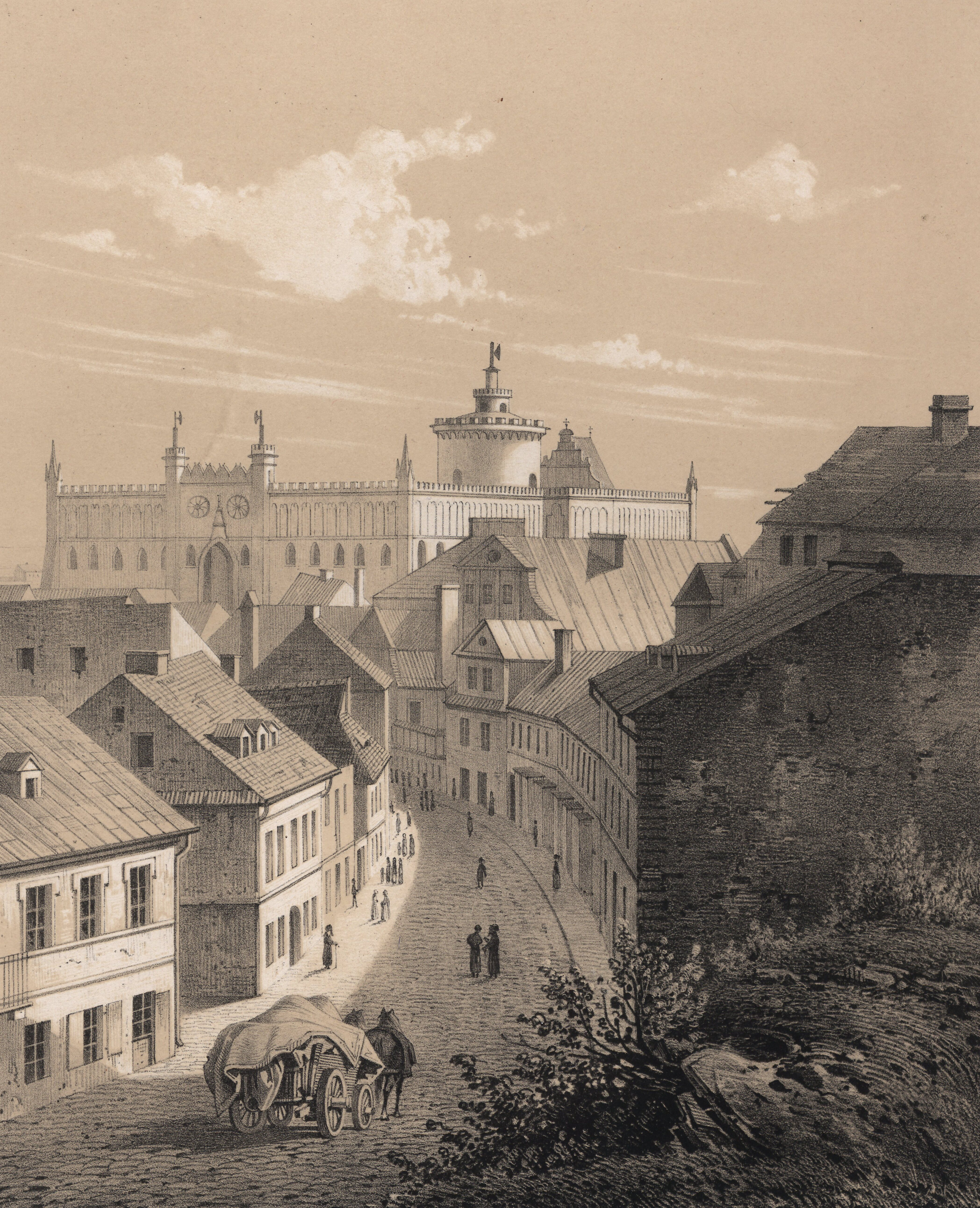
Фотографія замку 1860 рік

Зачатки замку пов'язані зі створенням Люблінського  каштеляну (пол. kasztelan) у ХІІ столітті. За часів правління Казимира II Справедливого, укріплене місто було зведено на пагорбі, підкріплене земляним валом. У другій половині ХІІІ століття на південному схилі пагорба у романському стилі була споруджена головна кам'яна вежа замку — обороно-житлова споруда, що була першим цегляним об'єктом замку. Фундатором найімовірніше був польський король Болеслав V Сором'язливий. Донжон у висоту близько 30 метрів та має три наземних поверхи, а його стіни товщиною близько 3 метрів.
Близько 1520 року Сигізмунд Старий ініціював реконструкцію замку у вражаючу королівську резиденцію в стилі ренесансу, в якій, серед іншого, працювали італійські майстри з Кракова. Збудована нова брама з вежею.

### Період анексії
Упродовж 1824—1826 років, за ініціативи Станіслава Сташиця та дизайну С. Стомпфа, побудовано на пагорбі нову будівлю в нео-готичному стилі, яку використовували у якості в'язниці Королівства Польського. Замок використовувався як в'язниця ще 128 років. У 1831—1915 роках існувала царська в'язниця, де переважно відбували покарання учасники боротьби за незалежність Польщі, зокрема, учасники січневого повстання 1863 року.

### Від 1918
Упродовж 1918—1939 років поруч із кримінальниками у в'язниці відбували покарання учасники комуністичного руху через приналежність їх до незаконної Комуністичної партії Польщі. Друга світова війна та німецька окупація 1939—1944 років — період німецької в'язниці, в якій знаходилось понад 40 000 ув'язнених, переважно це були члени руху опору. Значна частина засуджених загинула в каторгах та в таборах смерті. 22 липня 1944 року, перед тим як покинути Люблін, підрозділи СС стратили близько 300 ув'язнених у замковій в'язниці.
Після звільнення Любліна радянськими військами 24 липня 1944 року, в'язниця перейшла у підпорядкування НКВС, а на початку 1945 року передана міністерству громадської безпеки Польщі, що діяло за вказівками радянської влади. У 1944—1954 роках відбули покарання близько 35 000 ув'язнених, переважно поляків, які були проти комуністичного поневолення. За цей час 515 осіб з числа ув'язнених засуджені до смертної кари, з них 333 вироки виконані. Міністерство громадської безпеки розпущене 7 грудня 1954 року, а в'язниці були ліквідовані значно раніше. Так, люблінська в'язниця ліквідована 13 січня 1954 року, а політичні в'язні були перевезені в'язниці у місті Холм. Почалася реставрація замку, з подальшим пристосуванням донжона під музей. Так від 1957 року в замку діє музей історії Любліна.

## Галерея

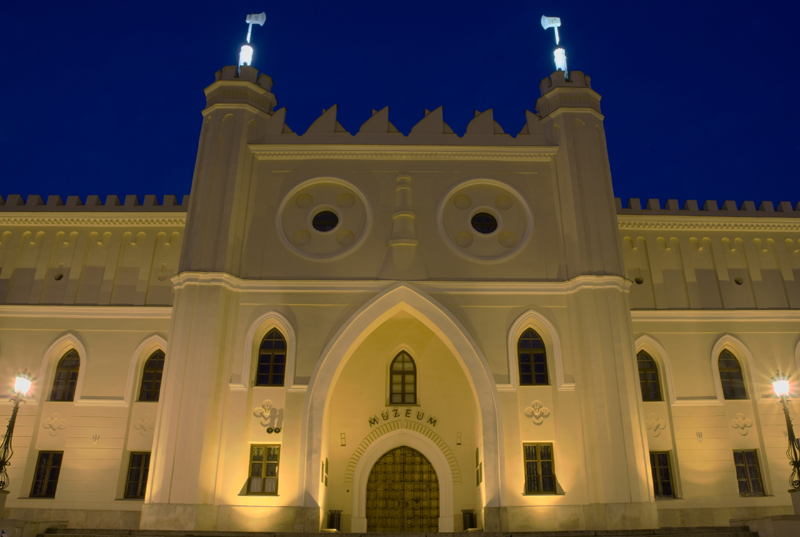
Фасад замку
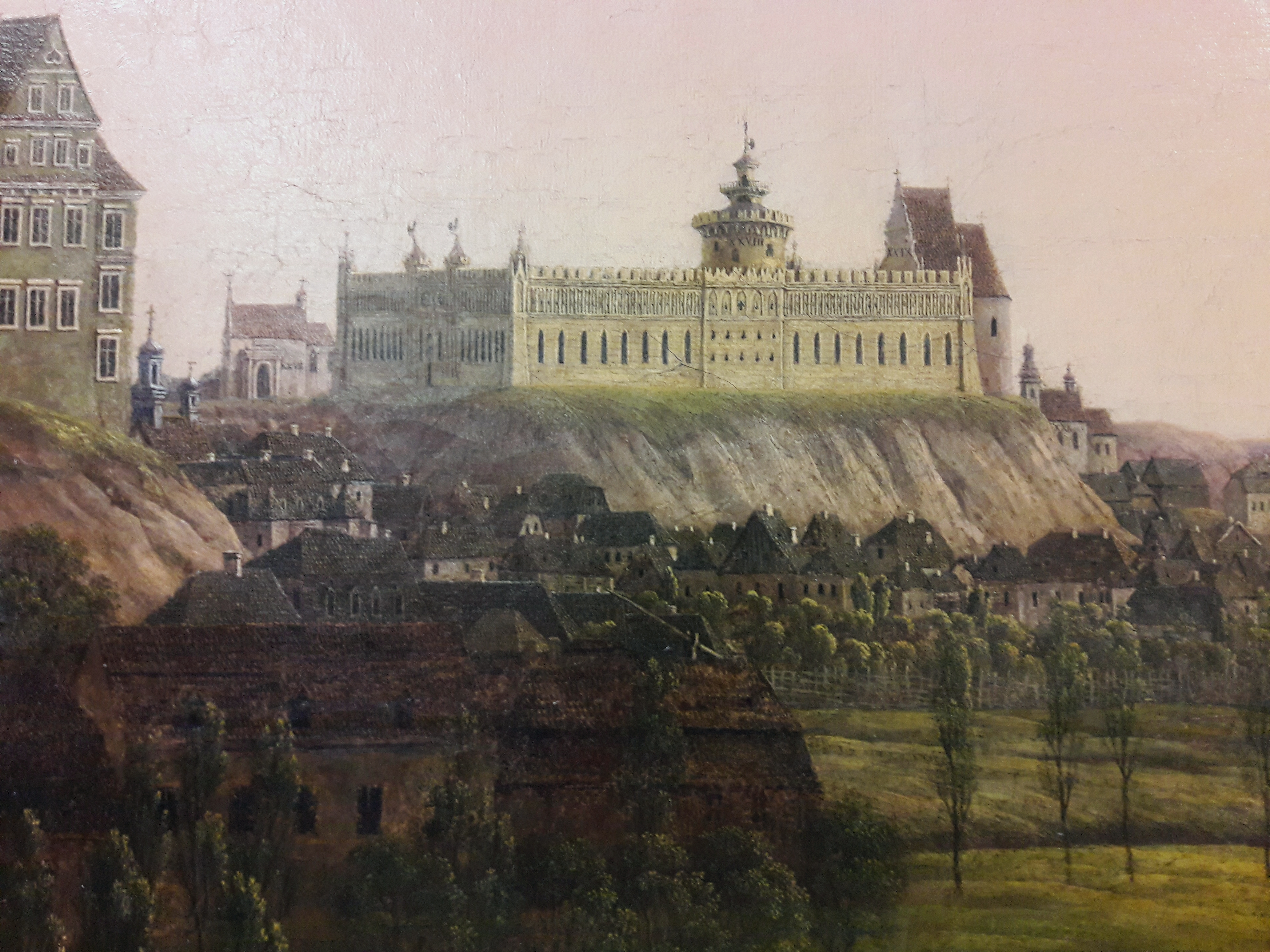
Фотографія замку 1826 рік
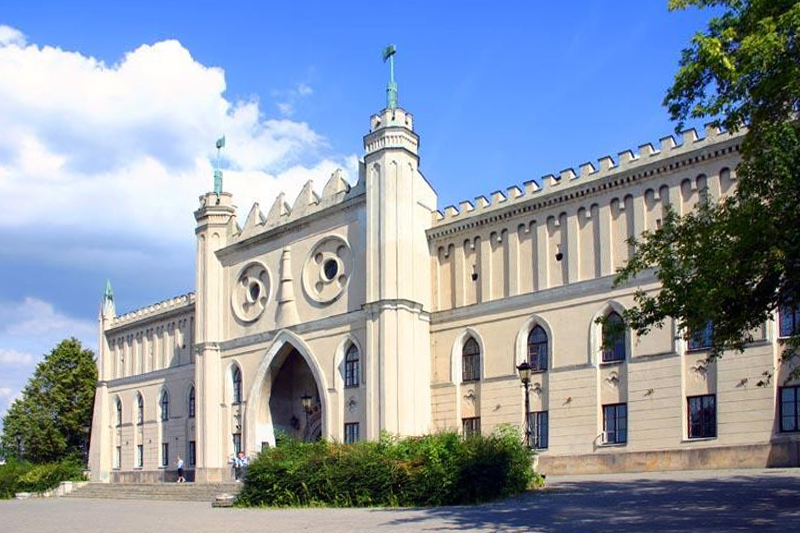
Головна брама
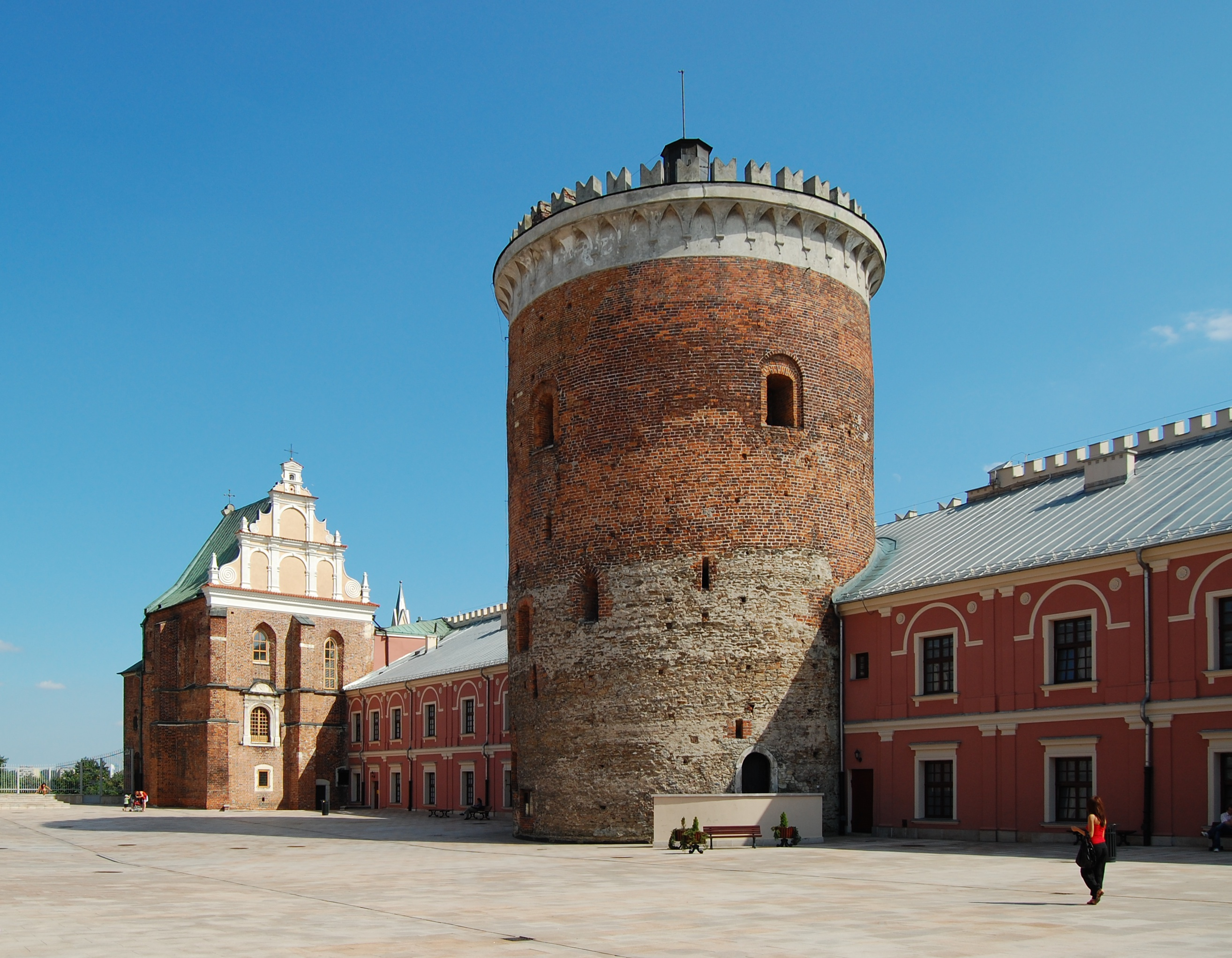
Оглядова вежа всередині замку
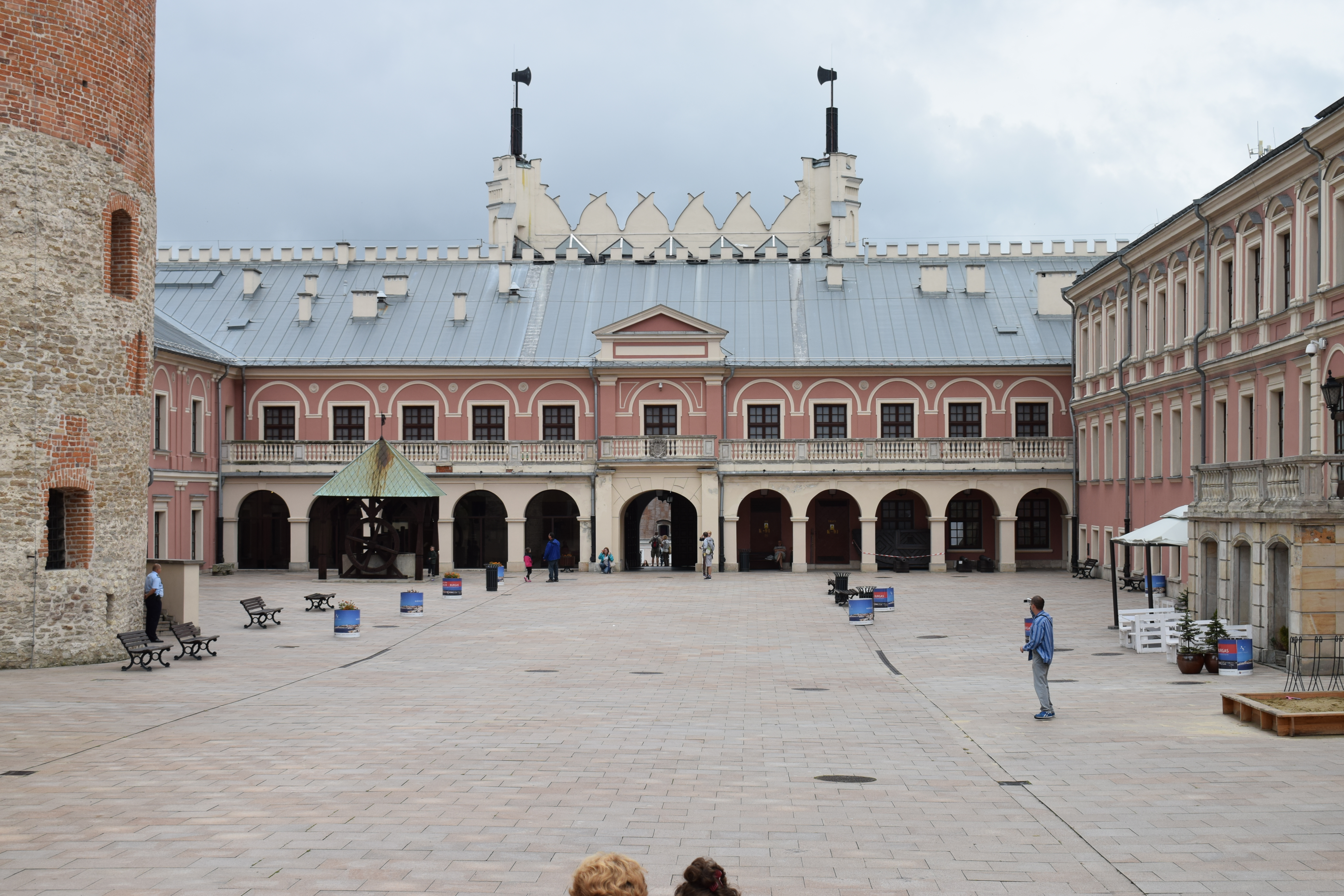
Вид з середини